# Henrich Schickhartt
Henrich Schickhartt (* um 1540 in Siegen; † nach 1606 ebenda) war ein Siegener Bürger, der im nahen Stift Keppel Hofmeister war.

## Leben
Henrich Schickhartt war ein Siegener Bürger, der Verbindung zu der städtischen Führungselite hatte. Vom 16. März 1571 bis 1606 war er Hofmeister des nahe der Stadt gelegenen Stifts für adelige Damen zu Keppel. Zu seinen Aufgaben gehörte – wie das für seinen Nachfolger, den Sohn Philipp Christoph dokumentiert ist – die äußere Geschäftsführung, vor allem die Verwaltung der Stiftsgüter. Es war eine Nebenbeschäftigung. Unabhängig davon hatte er mit weiteren Verwaltungsaufgaben in Siegen und Umgebung zu tun. So war er an der Erhebung der Türkensteuer im Amt Hilchenbach am 11. Mai 1572 beteiligt.
1581 kaufte die Stadt Siegen vom Stift Keppel ein dort nicht mehr benötigtes Mahlwerk, das in einem neuen Gebäude in Siegen eingebaut werden sollte. Der Abschluss der Transaktion, bei der Schickhartt das Stift vertrat, endete mit einem Umtrunk im Rathaus, an dem außer dem regierenden Bürgermeister mehrere Schöffen teilnahmen.
Henrich Schickhartt sorgte für eine gute Ausbildung seiner Kinder: alle drei (überlebenden) Söhne haben eine Hochschulausbildung erhalten, die Tochter war Ehefrau von zwei Akademikern.

## Kinder
- Jacob Schickhart der Ältere (* um 1565; † spätestens 1637 in Friesland), Rechtsanwalt
- Gertrud Schickhart, ⚭ 1. Arnold Wiederstein, Rektor; ⚭ 2. um 1600 Johannes Bisterfeld, Theologie- und Philosophieprofessor der Hohen Schule Herborn/Siegen
- Martin Schickhard der Ältere (* 1579; † 1636 in Deventer), Juraprofessor
- Philipp Christoph Schickhard (* um 1580; † vor 1672 in Siegen), Hofmeister von Stift Keppel, Ratsverwandter von Siegen

Einer der Söhne heiratete die Tochter des Rentmeisters von Siegen, Martin Dentatus. Welcher das konkret war, konnte nicht festgestellt werden.